# Gifu prefektur
Gifu prefektur (岐阜県 Gifu-ken) ligger i Chuburegionen mitt på den japanska ön Honshu. Residensstaden heter Gifu. Tillsammans med Aichi prefektur, Shizuoka prefektur och Mie prefektur så tillhör Gifu området Tōkai.  

## Administrativ indelning
Prefekturen var år 2016 indelad i 21 städer (-shi) och 21 kommuner (-chō och -mura).
Kommunerna grupperas i nio distrikt (-gun). Distrikten har ingen administrativ funktion utan fungerar i huvudsak som postadressområden.
Städer:
- Ena, Gero, Gifu, Gujō, Hashima, Hida, Kakamigahara, Kani, Kaizu, Mino, Minokamo, Mizuho, Mizunami, Motosu, Nakatsugawa, Ōgaki, Seki, Tajimi, Takayama, Toki, Yamagata

Distrikt och kommuner:
| - Anpachi distrikt - Anpachi - Gōdo - Wanouchi - Fuwa distrikt - Sekigahara - Tarui | - Hashima distrikt - Ginan - Kasamatsu - Ibi distrikt - Ibigawa - Ikeda - Ōno | - Kamo distrikt - Hichisō - Higashishirakawa - Kawabe - Sakahogi - Shirakawa - Tomika - Yaotsu | - Kani distrikt - Mitake - Motosu distrikt - Kitagata - Ōno distrikt - Shirakawa - Yōrō distrikt - Yōrō |

## Galleri

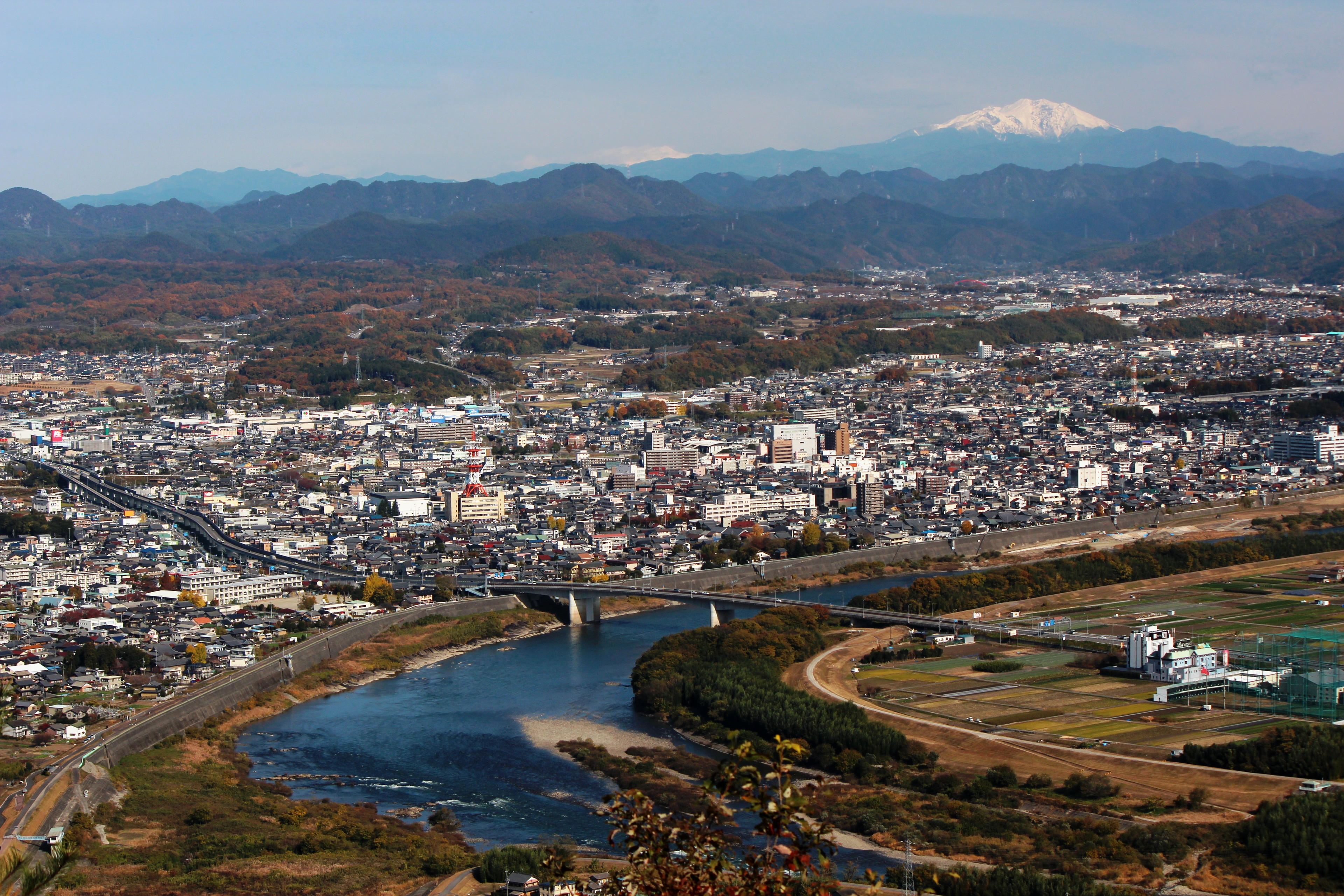
Minokamo med berget Ontake
Shirakawago
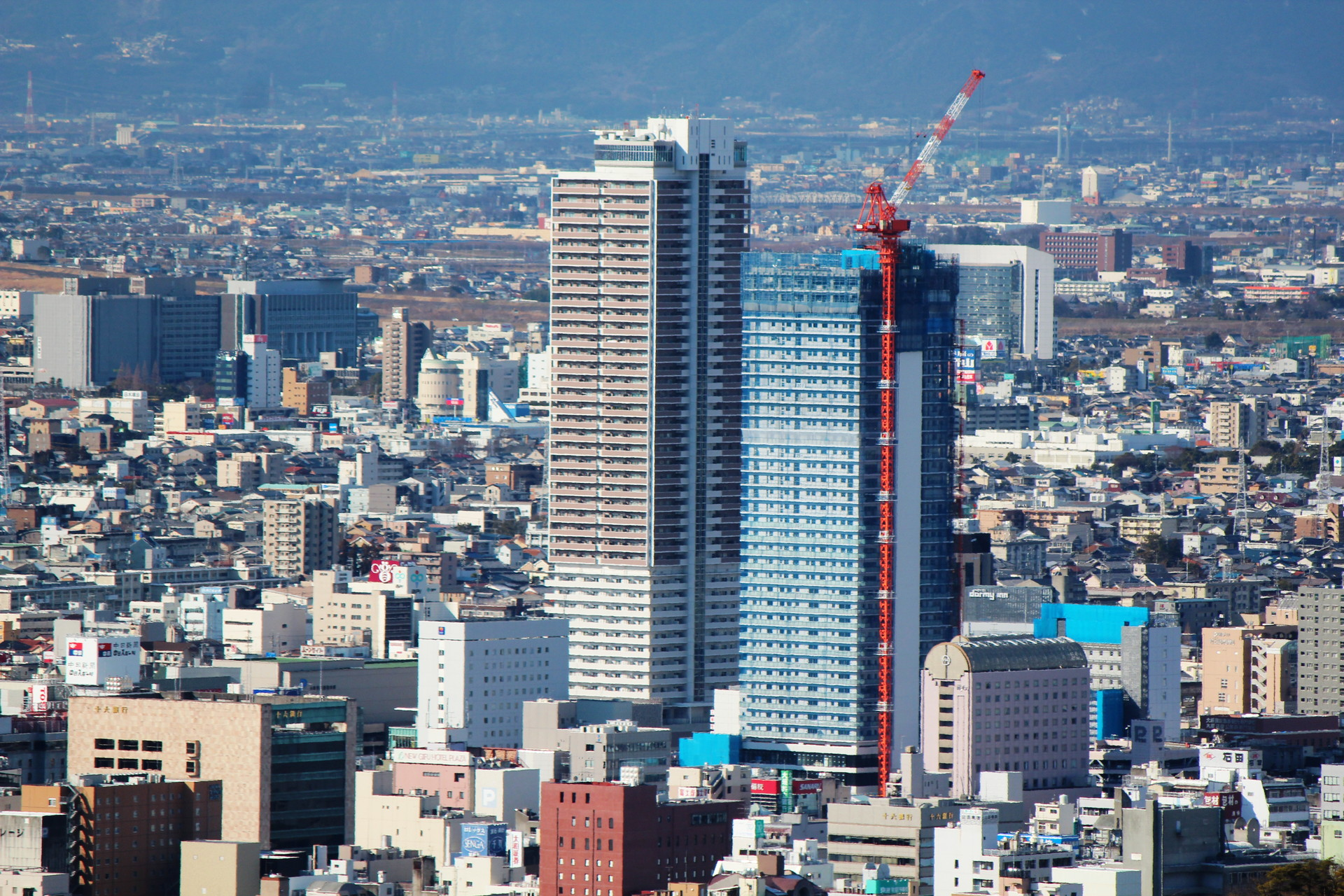
Gifu